# タゴール (小惑星)
タゴール (7855 Tagore) は、小惑星帯の小惑星である。パロマー天文台のトム・ゲーレルスとライデン天文台のファン・ハウテン夫妻が発見した。
インドの詩人 、思想家ラビンドラナート・タゴールに因んで名付けられた。